# 诸葛亮集
《诸葛亮集》是三国时蜀漢丞相诸葛亮的著作合集。晋武帝泰始10年（274年)，陈寿编定《诸葛亮集》，共24
篇，总计104112字，但此集到宋朝已经散失。後來明、清時期的人收集了诸葛亮集的佚文，例如有明朝時期的《诸葛忠武侯集》21卷，明朝张溥的《诸葛丞相集》1卷，嘉慶、道光年間的張澍的《诸葛忠武侯文集》11卷，其中文集4卷，附录2卷，诸葛故事5卷。
中華人民共和國成立後，段熙仲、闻旭初根據张澎的輯本編校後定名《诸葛亮集》，並且另外在書中加入姚振宗的《诸葛亮著作考》，由中华书局於1960年出版。其中，文集部分为诸葛亮的著作，附录部分既有刘备、刘禅給诸葛亮的詔書，也有别人給诸葛亮的书信，还有后人所作的有关诸葛亮的论、赞、碑、铭，故事部分则为从各书中辑录的关于诸葛亮的家世、遗事、用人、制作、遗迹等的有关材料。
2008年，天津古籍出版社版出版张连科等人的校注本。